# Atwood (Kansas)
Pour les articles homonymes, voir Atwood.
La ville d'Atwood est le siège du comté de Rawlins, situé dans le Kansas, aux États-Unis.